# Alex Sanders (Religionsgründer)
Orrel Alexander Carter (* 6. Juni 1926 in Birkenhead; † 30. April 1988) war ein britischer Religionsgründer. Er war neben Gerald Gardner eine wichtige Person in der Entstehung der Wicca-Religion und Begründer der zweitältesten Traditionslinie (Alexandrian Wicca). Von seinen Anhängern wurde er zum König der Hexen ausgerufen. Sanders war zweimal verheiratet und hat aus jeder dieser beiden Ehen jeweils zwei Kinder.

## Leben

### Kindheit
Kurz nach seiner Geburt zogen seinen Eltern nach Manchester und änderten ihren Namen offiziell von Carter in Sanders. Alex war das älteste von insgesamt 6 Geschwistern. Sein Vater Harold Sanders war Unterhaltungsmusiker und litt an Alkoholismus. Als Sanders 7 Jahre alt war, siedelte die Familie Sanders nach Charlton. Aufgrund der daraus folgenden hohen finanziellen Belastung musste seine Mutter als Putzkraft arbeiten gehen, während sein Vater privaten Musikunterricht erteilte.

### Initiation
Alex Sanders behauptete der letzte Abkömmling eines alten Geschlechts walisischer Hexen zu sein und sei schon als Kind von seiner Großmutter zur Hexe geweiht worden, die ihn danach in die Hexenkunst eingeführt habe. Das Buch der Schatten seiner Großmutter habe er nach deren Tod sofort vernichtet.
Patricia Crowther, die Hohepriesterin von Gerald Gardners Wicca Coven, berichtete jedoch eine völlig andere Geschichte: In Briefen habe Sanders ihr 1961 mitgeteilt, dass er Interesse an Okkultem habe, aber noch nicht als Hexe initiiert sei. Auch Sanders selbst sagte 1962 in einem Interview, dass er erst seit einem Jahr als Hexe initiiert sei und in einem Hexen-Coven arbeite. Diese Aussage wurde auch von seiner Ehefrau und Hohepriesterin Maxine Sanders bestätigt, die berichtete, dass Sanders 1961 von einer Priesterin aus Patricia Crowthers Coven in die gardnerianische Tradition initiiert worden war und deren Buch der Schatten abgeschrieben habe, wie es zur Ausbildung allgemein üblich ist.
Bereits im Jahre 1943 war Sanders durch eine Bekannte in einen spiritistischen Kreis eingeführt worden. Dort wurde Sanders nach eigenem Bekunden zu einem Medium ausgebildet. Durch seine anschließenden Aktivitäten als angeblicher „Wunderheiler“ erlangte er eine gewisse Bekanntheit.

### Ehen und Depressionen
1945 heiratete Sanders seine erste Frau Doreen, welcher er seine Beschäftigung mit okkulten Interessen verschwieg. Sie bekamen 2 Kinder, Paul und Janice. Die Ehe ging in die Brüche und 1952 verließ er seine Frau endgültig. Sanders wurde depressiv und seine Schwester Joan kümmerte sich um ihn. Danach lebte Sanders als Ziehsohn bei einem reichen Ehepaar, dessen eigener Sohn verstorben war. Nach dem Tod seiner Schwester zog er zu deren Ehemann Eric. 1959 zog Sanders in eine 2-Zimmer-Wohnung und begann in einem Bekleidungsgroßhandel zu arbeiten, wo er bald zum Abteilungsleiter befördert wurde.
Nach einem Jahr besserte sich sein Zustand und er suchte den Kontakt zu anderen Hexen. Durch Initiation mehrerer Anhänger gründete Sanders Anfang der 1960er Jahre seinen ersten Coven und begründete damit die alexandrische (zusammengezogen aus Alex-Sandrian) Traditionslinie. Bald darauf lernte er Maxine Morris kennen, die er zur Hohepriesterin in seinem Coven machte. Maxine Morris wurde zu Sanders zweiter Ehefrau. Sie heirateten nicht kirchlich, sondern vereinigten sich 1965 durch ein traditionelles Handfasting (Hexenhochzeit), gefolgt von einer standesamtlichen Trauung im Jahre 1968. Das Ehepaar zog 1968 nach London, wo noch im selben Jahr die gemeinsame Tochter Maya geboren wurde. 1971 trennte sich das Paar wieder, da Maxine Sanders sich nicht mit der Bisexualität ihres Mannes abfinden konnte. 1972 wurde der gemeinsame Sohn Victor geboren. Alex Sanders zog nach Sussex, während seine Frau mit den beiden Kindern in London blieb. Bis zu Sanders Tod verband ihn mit seiner Frau Maxine, trotz der Trennung, eine intensive Beziehung.

### Wahl zum Hexenkönig, Nachfolge und Tod
Am 6. Juni 1965 erhielt Sanders eine Einladung zu einer besonderen Zeremonie. Er wurde von Hohepriesterinnen aus verschiedenen Coven für 7 Jahre zum Hexenkönig ernannt, welches sich 1972, 1979 und 1986 wiederholte. Damit beanspruchte er die Nachfolge von Gerald Gardner, der den Wicca-Kult ins Leben gerufen hatte. Viele Wicca-Anhänger lehnten diesen Anspruch strikt ab und nach einigen Streitigkeiten kam es zur Spaltung von Wicca in die gardnerianische Traditionslinie und die alexandrische Traditionslinie.
Alex Sanders bestimmte seinen Sohn Victor (geb. 1972) als seinen Nachfolger, womit er aber eine angebliche Tradition brach, die besagte, dass der Britain Witchcraft Council of Elders den Hexenkönig wählt. Letztere Institution, die behauptete 100.000 Mitglieder zu haben, gilt allerdings als Erfindung von Anhängern der alexandrischen Tradition. Derek Taylor, mit dem er eine homosexuelle Beziehung führte und der 2000 unter ungeklärten Umständen ermordet wurde, sollte sich um die spirituelle Ausbildung des kommenden Hexenkönigs kümmern. Laut Maxine Sanders hatte Victor jedoch gar kein Interesse an der Nachfolge als Hexenkönig und zog nach Amerika.
Am 30. April 1988 (Beltane) um 6:30 Uhr morgens verstarb Alex Sanders an Lungenkrebs.
Nach dem Tod von Sanders wurde am 12. Mai 1988 bei einem Treffen der Ältesten der alexandrischen Tradition der Beschluss gefasst keinen neuen Hexenkönig mehr zu wählen, da es dafür keine Notwendigkeit gebe und auch niemanden gebe, der für diese Aufgabe angemessen vorbereitet sei.

## Wirkung
Durch einen sensationell aufgemachten Zeitungsartikel geriet Sanders im Jahre 1969 in den Blickpunkt des Medieninteresses. Auf Grund dieses Artikels verfasste June Johns ihre romantisierende Sanders-Biographie „Der König der Hexen“ (1969). Es folgte eine enorme Publicity (u. a. wurde 1970 ein Film „Legend of the Witches“ gedreht, bei dem Sanders auch als Berater fungierte), Gastauftritte in Talkshows und Einladungen zu Vorträgen.
Sanders erlaubte den Medien, seine Rituale zu fotografieren und zu filmen. Für Medienvertretern zelebrierte er mit seiner Frau Maxine auf einer Nachtclub-Bühne eine gefälschte schwarze Messe. Durch die Veröffentlichungen der Fotos und Filme bekam Sanders weitere Aufmerksamkeit und er initiierte hunderte (andere Quellen berichten von tausenden) von Anhängern in seine Wicca-Traditionslinie, welche teilweise später eigene Coven gründeten. Alex Sanders trug somit dazu bei, dass der Wicca-Kult weltweit bekannt und weiter verbreitet wurde.
Sanders berühmtester Schüler, Stewart Farrar, der von Sanders in seinen alexandrischen Coven initiiert wurde, pries Sanders zunächst als noch bedeutenderen „Magier“ als Gerald Gardner und stellte ihn in dieser Hinsicht auf eine Stufe mit Aleister Crowley. Später relativierte Farrar seine positiven Aussagen und sagte, Sanders sei sowohl ein echter Magier als auch ein Scharlatan gewesen. Dennoch pflegten Farrar und Sanders bis zu dessen Tod ein freundschaftliches und respektvolles Verhältnis. Farrar schrieb, teilweise gemeinsam mit seiner Frau Janet Farrar, einige Bücher über das alexandrische Wicca, die inzwischen unter den Wicca-Anhängern als Standardwerke angesehen werden. Nach der Veröffentlichung des Buches „Eight Sabbats for Witches“ im Jahre 1981 bezeichneten sich Stewart und Janet Farrar jedoch nicht mehr selbst als alexandrische Wiccas, obwohl sie niemals diese Traditionslinie offiziell verlassen haben.

## Kritik
Die alexandrische Tradition arbeitet primär mit der Lebensbaumlehre aus der Kabbalah und führte das Pentagrammritual in die Ritualistik des Wicca ein. Dies sei, so behauptete Sanders, immer schon ein Teil der Hexentradition gewesen und habe auch im angeblichen „Buch der Schatten“ seiner Großmutter gestanden. Sein eigenes Buch der Schatten, welches er nach eigenen Angaben von seiner Großmutter abgeschrieben habe, zeigt vom Inhalt jedoch nur wenige nennenswerte Unterschiede zu dem Gerald Gardners. Während Gardners Tradition die Göttin Aradia und den gehörnten Gott Cernunnos verehrt, sind dies in der alexandrischen Tradition Aradia und Karnayna (aufgefasst als Synonym für Cernunnos, aber ursprünglich ein Spottname für Alexander den Großen). Ebenso findet man auch einen Text, welcher der „The Charge of the Goddess“ von Doreen Valiente sehr ähnelt.
Diese Umstände führten schon bald zu dem Vorwurf, Sanders habe das gardnerianische „Buch der Schatten“ kopiert und nur geringfügig modifiziert und außerdem die ganze Geschichte um seine Initiation durch die eigene Großmutter nur als Legende erfunden, um die Herkunft seiner Lehren vom Gardnerianischen Wicca zu leugnen. Dies ist auch die einhellige Auffassung aller unabhängigen historischen Untersuchungen zur Geschichte von Wicca (z. B. von Ronald Hutton und Philip Heselton). Sanders Ehefrau Maxine bestätigte später, dass Alex Sanders sein Buch der Schatten auf übliche Weise vom gardnerianischen Buch der Schatten des Covens, in dem er 1961 initiiert wurde, abgeschrieben habe. Maxine Sanders bestätigte auch, dass die Geschichte von Sanders Initiation durch seine Großmutter nicht stimme, bestätigte aber, dass er durch seine Großmutter in „Hexenkunst“ unterwiesen worden sei.
1979 verkündete Alex Sanders, dass er Wiedergutmachung gegenüber der Hexengemeinde für verschiedene Verletzungen und öffentlichen Dummheiten wünsche, die er in der Vergangenheit verursacht habe, und dass er sich zudem wünsche, dass die Differenzen innerhalb von Wicca beigelegt werden sollten und alle Wiccas sich „in brüderlicher Liebe im Angesicht der Göttin und des Gottes vereinen“ sollten.